# Sörfjärden (Holmöns socken, Västerbotten)
Sörfjärden är en sjö i Umeå kommun i Västerbotten och ingår i Dalkarlsån-Sävaråns kustområde. Sjön har en area på 0,271 kvadratkilometer och ligger 1 meter över havet. Sörfjärden ligger i Holmöarna Natura 2000-område.

## Delavrinningsområde
Sörfjärden ingår i det delavrinningsområde (708141-175149) som SMHI kallar för Rinner till N n Kvarkens kustvatten. Medelhöjden är 5 meter över havet och ytan är 27,83 kvadratkilometer. Det finns inga avrinningsområden uppströms utan avrinningsområdet är högsta punkten. Avrinningsområdets utflöde mynnar i havet, utan att ha någon enskild mynningsplats.